# Syncephalis rapacea
Syncephalis rapacea är en svampart som beskrevs av Indoh 1962. Syncephalis rapacea ingår i släktet Syncephalis och familjen Piptocephalidaceae.   Inga underarter finns listade i Catalogue of Life.